# یلوه جنگلی سینه‌توسی
یلوه جنگلی سینه‌توسی (نام علمی: Aramides saracura) گونه‌ای از پرندگان از زیرتیرهٔ یلوه‌اییان (Rallinae) از تیرهٔ Rallidae، یلوه و چنگر است. در آرژانتین، برزیل و پاراگوئه یافت می‌شود.
یلوه جنگلی سینه‌توسی تک‌نماد است.